# Codonellopsidae
Famille
Synonymes
- Calpionellidae pro parte
- Calpionellopsidae
- Colomiellidae
- Semichitinoidellidae

Les Codonellopsidae sont une famille de Ciliés de la classe des Oligotrichea  et de l’ordre des Tintinnida .

## Étymologie
Le nom de la famille vient du genre type Codonellopsis, composé du préfixe codonella-, par allusion au genre Codonella Haeckel, 1873, et du suffixe grec -ὄψις / -ópsis, « aspect, ressemblant à », littéralement « ressemblant à un Codonella », autre cilié de la famille des Codonellidae.

## Description
Les Codonellopsidae ont une taille, petite < 80 μm à grande > 200 μm. Il possède une lorica en forme de toupie avec une extrémité aborale arrondie à apiculée ; le collier de la lorica est hyalin, cylindrique, délicat mais parfois strié ; la paroi de la lorica est épaisse, mais celle du bol est plus épaisse que le collier et agglomère des particules minérales.

## Habitat
Les Codonellopsidae vivent (pour les espèces actuelles) ou vivaient (pour les espèces fossiles) dans des habitats marins. Leurs espèces sont  néritiques (c. à dire vivent dans des eaux peu profondes) ou strictement pélagiques (c. à dire vivent dans la colonne d'eau, au delà de 200 mètres).

## Liste des genres
Selon GBIF (8 juillet 2024) :
- Codonellopsis Jörgensen, 1924 genre type
  - Espèce type : Codonellopsis orthoceras (Haeckel, 1873) Jörgensen, 1924
- Condonellopsis
- Laackmanniella Kofoid & Campbell, 1939
- Stenosemella Jörgensen, 1924

Selon Lynn (2010)
- Calpionella Lorenz, 1902 (fossile)
- Calpionellites Colom, 1948 (fossile)
- Calpionellopsella Trejo, 1975 (fossile)
- Calpionellopsis Colom, 1948 (fossile) (synonyme Remaniella )
- Codonellopsis Jörgensen, 1924
- Colomiella Bonet, 1956 (fossile)
- Deflandronella Trejo, 1975 (fossile)
- Laackmanniella Kofoid & Campbell, 1929
- Luminella Kofoid & Campbell, 1939
- Praecalpionellopsis Borza, 1971 (fossile)
- Stenosemella Jörgensen, 1924
- Stenosemellopsis Colom, 1948 (fossile)

Incertae sedis in Family Codonellopsidae
- Baranella Nagy, 1989 (fossile)
- Borzaites Aescht, 2001 (fossile)
- Calpionelloides Colom, 1948 (fossile)
- Calpionellopsites Nagy, 1986 (fossile)
- Crassicalpionella Nagy, 1989 (fossile)
- Furssenkoiella Makarieva, 1979 (fossile)
- Lorenziellites Nagy, 1986 (fossile)
- Lorenziellopsis Nagy, 1989 (fossile)
- Praecalpionellites Pop, 1986 (fossile)
- Semichitinoidella Nowak, 1978 (fossile)
- Sopianella Nagy, 1989 (fossile)
- Sturiella Borza, 1981 (fossile)

## Systématique
Le nom valide de ce taxon est Codonellopsidae Kofoid & Campbell, 1929.